# Clarksville (Texas)
Clarksville es una ciudad ubicada en el condado de Red River en el estado estadounidense de Texas. En el Censo de 2010 tenía una población de 3.285 habitantes y una densidad poblacional de 414,36 personas por km².

## Geografía
Clarksville se encuentra ubicada en las coordenadas 33°36′40″N 95°3′22″O / 33.61111, -95.05611. Según la Oficina del Censo de los Estados Unidos, Clarksville tiene una superficie total de 7.93 km², de la cual 7.93 km² corresponden a tierra firme y (0%) 0 km² es agua.

## Demografía
Según el censo de 2010, había 3.285 personas residiendo en Clarksville. La densidad de población era de 414,36 hab./km². De los 3.285 habitantes, Clarksville estaba compuesto por el 43.56% blancos, el 48.07% eran afroamericanos, el 0.67% eran amerindios, el 0.4% eran asiáticos, el 0% eran isleños del Pacífico, el 5.33% eran de otras razas y el 1.98% pertenecían a dos o más razas. Del total de la población el 9.62% eran hispanos o latinos de cualquier raza.